# Valley Gardens
Albums de Wally
Wally
(1974)
Valley Gardens, sorti en disque vinyle en 1975, est le deuxième et dernier album du groupe de rock progressif britannique Wally.

## Liste des morceaux

### Face 1
1. Valley Gardens - 9:45
2. Nez Percé - 5:05
3. The Mood I'm In - 7:05

### Face 2
1. The Reason Why - 19:20
  1. Nolan
  2. The Charge
  3. Disillusion

## Musiciens
- Nick Glennie-Smith : claviers et chant
- Jan Glennie-Smith : chant (sur The Mood I'm In et The Reason Why)
- Roy Webber : guitare acoustique, chant
- Pete Sage : basse, violon acoustique, violon électrique
- Paul Middleton : steel guitar, pedal steel guitar, basse
- Pete Cosker : guitare, basse, chant
- Rodger Narraway : batterie, percussions
- Madeline Bell : chant (sur Nez Percé)
- Ray Wehrstein : saxophone (sur The Mood I'm In)